# Sherwan Haji

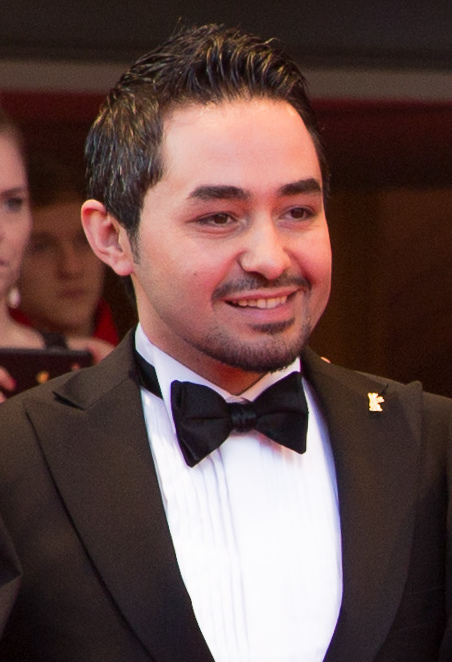
Sherwan Haji (2017)

Sherwan Haji (arabisch شيروان حاجي, DMG Širwān Ḥāǧǧī, * 18. März 1985 in al-Malikiya) ist ein syrischer Schauspieler.

## Leben
Haji schloss sein Schauspielstudium 2009 am Higher Institute of Dramatic Arts in Damaskus ab. 2010 zog er nach Helsinki, um Schauspiel an der Metropolia University of Applied Sciences zu studieren. Ab 2012 studierte er Regie an der London Film Academy und schloss dieses Studium 2015 mit einem Master an der Anglia Ruskin University ab.
Während seiner Zeit in Syrien spielte Haji bereits in mehreren Fernsehproduktionen mit. Nach seiner Rückkehr aus England hatte er beim Finnischen Film seinen großen Durchbruch als Schauspieler. Für das von Aki Kaurismäki inszenierte Drama Die andere Seite der Hoffnung übernahm er die Hauptrolle des syrischen Flüchtlings Khaled Ali aus Aleppo, der während des Syrischen Bürgerkrieges nach Europa flüchtet. Für seine Leistung wurde er für mehrere Filmpreise nominiert und ausgezeichnet. So erhielt er eine Nominierung als Bester Hauptdarsteller für einen Jussi.
Haji lebt und arbeitet in Helsinki.

## Filmografie
- 2017: Die andere Seite der Hoffnung (Toivon tuolla puolen)
- 2018: Bullets (Fernsehserie, zehn Folgen)
- 2020: Nurses (Syke, Fernsehserie, vier Folgen)
- 2022: Die Kairo Verschwörung (Walad Min Al Janna)
- 2025: Eagles of the Republic